# C11orf40
C11orf40 (англ. Chromosome 11 open reading frame 40) – білок, який кодується однойменним геном, розташованим у людей на 11-й хромосомі. Довжина поліпептидного ланцюга білка становить 217 амінокислот, а молекулярна маса — 24 620.
| 10         |  | 20         |  | 30         |  | 40         |  | 50         |
| ---------- |  | ---------- |  | ---------- |  | ---------- |  | ---------- |
| MALVQALVPR |  | EREPKLSILQ |  | MDRGDPQHSS |  | HWCPEREKVK |  | LLTLKPRETS |
| KNILINFYRA |  | FNLDKDVFIH |  | QANHPLTVPS |  | SVVMGDNGHT |  | LAEDDKRPCF |
| RVLPCYLERV |  | SSGISISWIS |  | APLPVGAMKH |  | QLLCDLMDLI |  | TLSFWLAGQC |
| MSLKATNMQH |  | CKCSIATSDW |  | AIELDRTDYK |  | TLPSEYSILA |  | LLQVFAGKNC |
| MDRVLLHVDV |  | NYLKSLP    |  |            |  |            |  |            |

A: Аланін

C: Цистеїн

D: Аспарагінова кислота

E: Глутамінова кислота

F: Фенілаланін

G: Гліцин

H: Гістидин

I: Ізолейцин

K: Лізин

L: Лейцин

M: Метіонін

N: Аспарагін

P: Пролін

Q: Глутамін

R: Аргінін

S: Серин

T: Треонін

V: Валін

W: Триптофан